# Іхтіофтіріоз

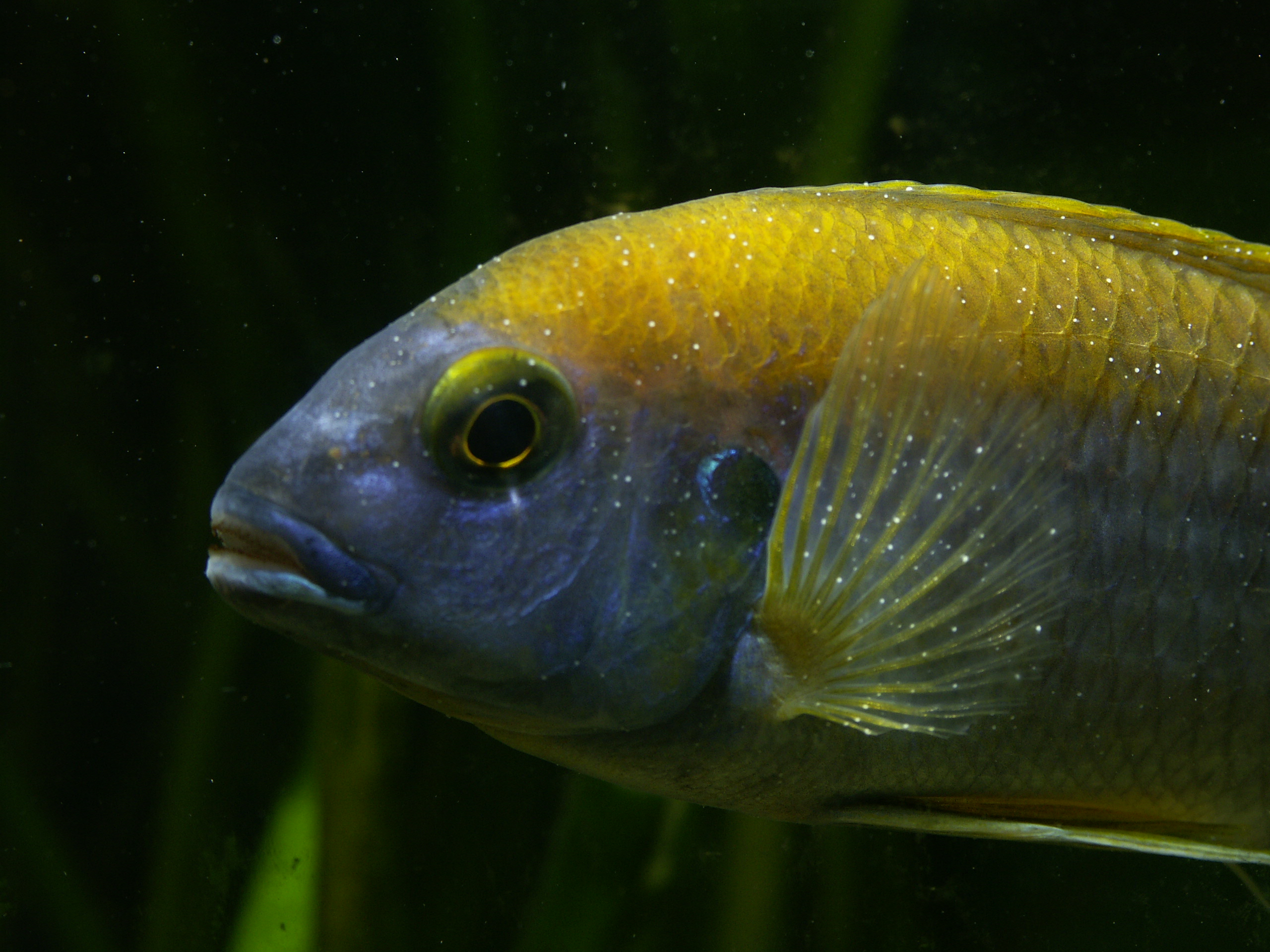
Цихліда, уражена іхтіофтіріозом

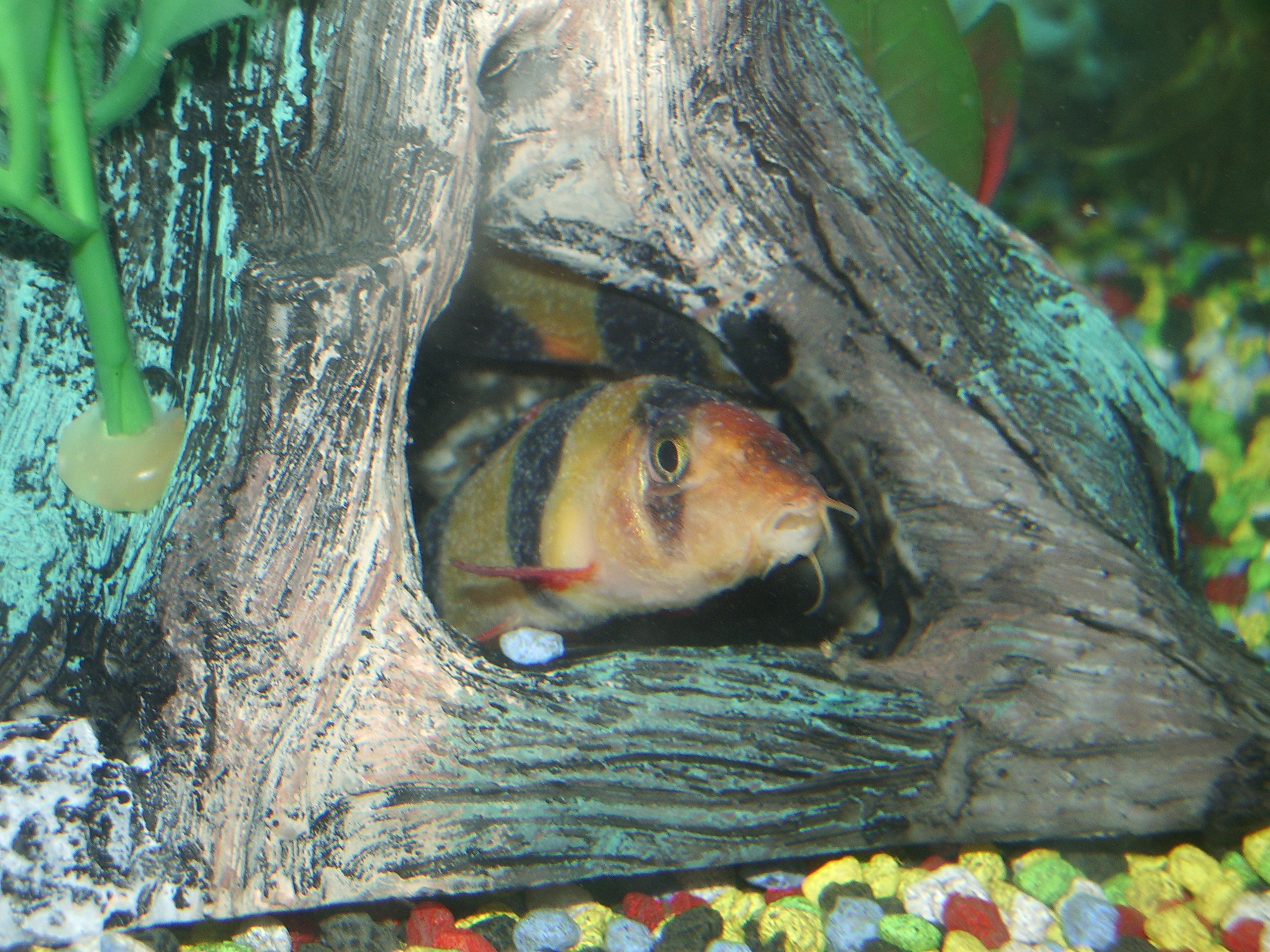
Дві молоді боції клоуни, уражені іхтіофтіріозом

Іхтіофтіріо́з — захворювання риб, яке викликають війчасті інфузорії. Широко поширене серед акваріумних риб та відоме серед акваріумістів під назвою «манка».

## Причини захворювання
Викликає інфузорія Ichthyophthirius multifiliis — одноклітинна тварина розміром 0,5-1 мм. Її тіло овальної форми, має ядро та вкрите однаковими по довжині і товщині війками.
Інфузорії можуть потрапити в акваріум із живим кормом, рослинами або ґрунтом, взятим із природних водойм і не підданим знезараженню. Також захворювання може спричинити підселення риб, молюсків, що жили в акваріумі, де були іхтіофтіріуси, або водоростей, що росли в такому акваріумі.
Спалахи іхтіофтіріозу в акваріумах спостерігаються цілий рік, але частіше — у весняно-літній період, тому що в цей час відбувається інтенсивне розмноження інфузорій у водоймах і збільшується можливість занесення їх в акваріуми.

## Перебіг хвороби
Риби заражаються дуже дрібними молодими іхтіофтіріусами. Їхній діаметр 20-30 мікрометрів, вони безперервно плавають і врешті-решт натрапляють на рибу. Прикріплюються до неї, використовуючи фермент гіалуронідазу, руйнують епітелій та починають проникати вглиб. В епітелії шкіри або в сполучній тканині між складками зябер інфузорії живляться клітинами, збільшуються в розмірах так, що незабаром їх можна побачити неозброєним оком. Риба виглядає ніби обсипана манною крупою.
Білі горбики на тілі можна переплутати з маленькими кістами, що утворюють віруси лімфоцистіс (Lymphocystis) і невеликі колонії паразитів Apisoma. Проте іхтіофтіріоз легко відрізнити за швидкістю поширення на інших риб.
Швидкість росту інфузорій залежить від температури води. При температурі 28-30 °C іхтіофтіріуси виростають за чотири доби, при температурі 19-21°C — за сім діб, при 13-15°C — за десять-одинадцять, а при 8-9 °C градусах — за сорок днів. Оптимальна температура для розвитку інфузорій 25-26 °C.
Коли розмір тіла інфузорії стає граничним, вона руйнує горбок, всередині якого перебуває, вибирається з тканин риби та потрапляє у воду. Спочатку іхтіофтіріуси повільно плавають за допомогою своїх війок, але незабаром опускаються на дно, на камінь або будь-який інший предмет, приклеюються до них, і навколо них утворюється оболонка — циста. На цій стадії інфузорія починає швидко ділитись. У підсумку всередині цисти утворюється іноді до двох тисяч дрібних, вкритих війками молодих іхтіофтіріусів. У певний момент за допомогою гіалуронідази вони розчиняють, руйнують стінку цисти й опиняються у воді. Якщо інфузорії за дві доби не потраплять на рибу, вони гинуть. Ті, яким пощастить, починають рости. І цикл повторюється.
Коли іхтіофтіріуси прикріплюються до тіла риби і проникають під епітелій шкіри (це триває 2-3 доби), риби починають непокоїтися: вони труться об ґрунт і рослини, підпливають до того місця в акваріумі, де підіймаються вгору бульбашки повітря, що утворюються при аерації води. Пізніше, коли риба справляє враження обсипаною манною крупою, вона плаває на поверхні води, жадібно ковтає повітря, частіше треться об дно і рослини. Вона перестає їсти і не реагує на зовнішні подразники. Якщо у риби сильно вражені плавці, вони розщеплюються, якщо сильно вражена рогівка — риба сліпне.
Після завершення росту дозрілі іхтіофтіріуси, вибираючись назовні, пошкоджують поверхню тіла, порушують шкіряне дихання. При ураженні зябер епітелій їх злущується, що також перешкоджає нормальному диханню. Саме ці зміни викликають ненормальну поведінку риби. Однак інфузорії здійснюють не тільки механічний, але і токсичний вплив на організм риби.

## Лікування
Іхтіофтіріоз неважко вилікувати і тим самим уникнути смерті риб, якщо почати лікування на ранній стадії зараження.
Найбільш ефективним лікування буде при пересаджуванні всіх риб в окремий акваріум. Ґрунту і водоростей у ньому не повинно бути.
Серед хімічних засобів є цілий ряд спеціальних препаратів. Дуже ефективна метиленова синь, але її слід використовувати лише в карантинному акваріумі, де вона не буде негативно впливати на нітрифікуючі бактерії і рослини. Також можна застосувати кухонну сіль. У цієї речовини є важлива перевага — вона зберігатиме ефективність без повторних доз, доки спалах хвороби не закінчиться. При цьому вміст солі поступово знижуватиметься через часткову заміну води. При сильному зараженні використовують Біцилін-5.
Хімічні лікарські засоби знищують паразитів лише на вільно плаваючій стадії, тому лікування повинне продовжуватися ще декілька днів після того, як зникнуть всі ознаки хвороби на рибах. Тоді всі паразити, що перебувають на стадії цист, вийдуть з них, і останні інфузорії, що перебували на вільно плаваючій стадії (під час якої може відбутися зараження), теж будуть знищені. Підвищення температури прискорює життєвий цикл цих паразитів. Проте такий прийом варто застосовувати з великою обережністю — якщо у риб важко уражені зябра, виникне ризик загострення стану гіпоксії, в якому вони перебувають.
Оскільки паразити на вільно плаваючій стадії швидко гинуть за відсутності господаря, заражений акваріум, наявні в ньому декорації й устаткування можна очистити від збудників іхтіофтіріозу, якщо залишити їх без риб на 5-7 днів (при низьких температурах — довше).